# Manchester United FC in het seizoen 2013/14
Dit artikel beschrijft de prestaties van de Engelse voetbalclub Manchester United FC in het seizoen 2013–2014. Het was het 22ste opeenvolgende seizoen dat de club uit Manchester uitkwam in de hoogste divisie van het Engelse profvoetbal, de Premier League.

## Gebeurtenissen
In mei 2013 werd David Moyes op aanraden van aftredend coach Alex Ferguson aangetrokken als nieuwe trainer van Manchester United. In het zog van Moyes, die door zowel de pers als de supporters de bijnaam "Chosen One" kreeg, maakten ook assistent-trainers Steve Round, Jimmy Lumsden en Phil Neville de overstap van Everton naar Manchester. De 40-jarige Ryan Giggs kreeg naast zijn rol als speler ook de functie van hulptrainer. Oud-speler Paul Scholes weigerde dan weer een functie als assistent-coach. De spelerskern, die in 2013 nog landskampioen werd, bleef zo goed als ongewijzigd. Middenvelder Marouane Fellaini, die voor € 32 miljoen bij Moyes' ex-club Everton werd weggeplukt, was de opvallendste nieuwkomer.
In augustus veroverde Moyes zijn eerste prijs met Manchester United. De club versloeg in de strijd om het Community Shield bekerwinnaar Wigan Athletic met 2-0 na twee doelpunten van Robin van Persie. Een week later won het elftal van Moyes ook het eerste duel van de competitie. Het won met 4-1 van Swansea City. Manchester leek goed gestart, maar in de daaropvolgende weken lieten The Red Devils meteen belangrijke punten liggen. Het team van Moyes speelde eerst gelijk tegen Chelsea (0-0) en verloor nadien de toppers tegen rivalen Liverpool (1-0) en Manchester City (4-1). Door de vele blessures en het wisselvallige vormpeil van onder meer Van Persie en Fellaini wisselde Moyes regelmatig van elftal en kreeg hij geen lijn in de prestaties van de club. In december veroverde Manchester twee punten uit vier wedstrijden en zakte het naar de negende plaats in het klassement. Moyes kwam, net als zijn duurste aankoop Fellaini, steeds vaker onder vuur te liggen.
In de UEFA Champions League kende Manchester United meer succes. Het team van Moyes werd in de poule van Bayer Leverkusen, Real Sociedad en Sjachtar Donetsk groepswinnaar, na onder meer twee klinkende zeges tegen Leverkusen (4-2 en 0-5). Ook in de League Cup kwam Manchester United goed voor de dag. Op weg naar de halve finale schakelde het onder meer Liverpool uit.
Hoewel de Schotse trainer in januari een recordbedrag van € 45 miljoen spendeerde aan de Spaanse middenvelder Juan Mata, slaagde Manchester United er niet in om het spelniveau op te krikken. In januari werd het team van Moyes uitgeschakeld in zowel de FA Cup als League Cup en verloor het de belangrijke competitieduels tegen Tottenham Hotspur (1-2) en Chelsea (3-1). Op 25 februari bereikte de club ook in de Champions League een dieptepunt; Manchester United verloor in de heenwedstrijd van de 1/8 finale kansloos van Olympiakos (2-0) en leek zo goed als uitgeschakeld. Maar het team van Moyes rechtte de rug en dankzij een hattrick van Van Persie won Manchester de terugwedstrijd met 3-0. In de slotminuten van het duel raakte de Nederlandse spits opnieuw geblesseerd.
Maar ook de Europese zege zorgde niet voor een kentering. In de competitie bleek Manchester United voor de zoveelste keer niet opgewassen tegen de toppers. Zowel Liverpool als Manchester City kwam met 0-3 winnen op Old Trafford. Supporters eisten het ontslag van Moyes en huurden een vliegtuig in om met een spandoek met de tekst "Wrong One - Moyes Out" over het stadion te vliegen.
In de kwartfinale van het kampioenenbal nam Manchester United het begin april op tegen Bayern München, een van de favorieten voor eindwinst. In Manchester werd het 1-1 en ook in München kwamen de Engelsen op voorsprong. Maar Bayern won uiteindelijk nog met 3-1 en zorgde er zo voor dat Manchester ook de beker met de grote oren kon vergeten.
Op 20 april 2014 verloor Moyes met 2-0 van zijn ex-club Everton. De elfde competitienederlaag voor Manchester United betekende dat de club voor het eerst sinds 1995 naast een ticket voor de Champions League greep. Twee dagen later werd Moyes samen met zijn assistenten Jimmy Lumsden en Steve Round ontslagen. Enkel Neville en keeperstrainer Chris Woods mochten blijven. Ryan Giggs volgde de Schotse trainer tijdelijk op en benoemde Paul Scholes en Nicky Butt als zijn assistenten. Giggs, Neville, Scholes en Butt maakten deel uit van de Class of '92, een talentrijke generatie die in 1992 met Manchester United de FA Youth Cup veroverde en zeven jaar later de Treble won.

## Spelerskern
| No.           | Naam              | Nationaliteit | Geboortedatum | Vorige club         |
| ------------- | ----------------- | ------------- | ------------- | ------------------- |
| Keepers       |                   |               |               |                     |
| 1             | David de Gea      | Spanje        | 07-11-1990    | Atlético Madrid     |
| 13            | Anders Lindegaard | Denemarken    | 13-04-1984    | Aalesunds FK        |
| 40            | Ben Amos          | Engeland      | 10-04-1990    | Hull City           |
| 50            | Sam Johnstone     | Engeland      | 25-03-1993    | Yeovil Town         |
| Verdedigers   |                   |               |               |                     |
| 2             | Rafael            | Brazilië      | 09-07-1990    | /                   |
| 3             | Patrice Evra      | Frankrijk     | 15-05-1981    | AS Monaco           |
| 4             | Phil Jones        | Engeland      | 21-02-1992    | Blackburn Rovers    |
| 5             | Rio Ferdinand     | Engeland      | 07-11-1978    | Leeds United        |
| 6             | Jonny Evans       | Noord-Ierland | 02-01-1988    | Sunderland          |
| 12            | Chris Smalling    | Engeland      | 22-11-1989    | Fulham FC           |
| 15            | Nemanja Vidić     | Servië        | 21-10-1981    | Spartak Moskou      |
| 22            | Fábio             | Brazilië      | 09-07-1990    | Queens Park Rangers |
| 28            | Alexander Büttner | Nederland     | 11-11-1989    | Vitesse             |
| 30            | Guillermo Varela  | Uruguay       | 24-03-1993    | Peñarol             |
| 38            | Michael Keane     | Engeland      | 11-01-1993    | Leicester City      |
| Middenvelders |                   |               |               |                     |
| 8             | Juan Mata         | Spanje        | 28-04-1988    | Chelsea FC          |
| 11            | Ryan Giggs        | Wales         | 29-11-1973    | /                   |
| 16            | Michael Carrick   | Engeland      | 28-07-1981    | Tottenham Hotspur   |
| 17            | Nani              | Portugal      | 17-11-1986    | Sporting Lissabon   |
| 18            | Ashley Young      | Engeland      | 09-07-1985    | Aston Villa         |
| 23            | Tom Cleverley     | Engeland      | 12-08-1989    | Wigan Athletic      |
| 24            | Darren Fletcher   | Schotland     | 01-02-1984    | /                   |
| 25            | Antonio Valencia  | Ecuador       | 04-08-1985    | Wigan Athletic      |
| 26            | Shinji Kagawa     | Japan         | 17-03-1989    | Borussia Dortmund   |
| 31            | Marouane Fellaini | België        | 22-11-1987    | Everton FC          |
| 44            | Adnan Januzaj     | België        | 05-02-1995    | /                   |
| Aanvallers    |                   |               |               |                     |
| 10            | Wayne Rooney      | Engeland      | 24-10-1985    | Everton FC          |
| 14            | Javier Hernández  | Mexico        | 01-08-1987    | Celta de Vigo       |
| 19            | Danny Welbeck     | Engeland      | 26-11-1990    | Sunderland          |
| 20            | Robin van Persie  | Nederland     | 06-08-1983    | Arsenal FC          |
| 29            | Wilfried Zaha     | Engeland      | 10-11-1992    | Crystal Palace      |
| 34            | Thomas Lawrence   | Wales         | 13-01-1994    | Yeovil Town         |
| 47            | James Wilson      | Engeland      | 01-12-1995    | /                   |

- = Aanvoerder

### Technische staf
|                   |                    |               |                                                                                |
| Functie           | Naam               | Nationaliteit | Opmerking                                                                      |
| Coach             | Ryan Giggs         | Wales         | Speler-trainer vanaf 22 april 2014. Daarvoor was hij ook al assistent-trainer. |
| Coach             | David Moyes (foto) | Schotland     | Ontslagen op 22 april 2014.                                                    |
| Assistent-coach   | Steve Round        | Engeland      | Ontslagen op 22 april 2014.                                                    |
| Assistent-coach   | Jimmy Lumsden      | Schotland     | Ontslagen op 22 april 2014.                                                    |
| Assistent-coach   | Phil Neville       | Engeland      |                                                                                |
| Assistent-coach   | Paul Scholes       | Engeland      | Vanaf 23 april 2014.                                                           |
| Coach reserveteam | Nicky Butt         | Engeland      | Assistent-trainer vanaf 23 april 2014.                                         |
| Keeperstrainer    | Chris Woods        | Engeland      |                                                                                |

## Prijzen
| Premier League | FA Cup      | League Cup | Community Shield | Champions League |
| -------------- | ----------- | ---------- | ---------------- | ---------------- |
|                |             |            |                  |                  |
| 7e             | Derde ronde | 1/2 finale | Winnaar          | 1/4 finale       |

## Uitrustingen
Shirtsponsor: Aon

Sportmerk: Nike
| Thuis | Uit | Alternatief | Doelman | Doelman |  |

## Transfers

### Zomer

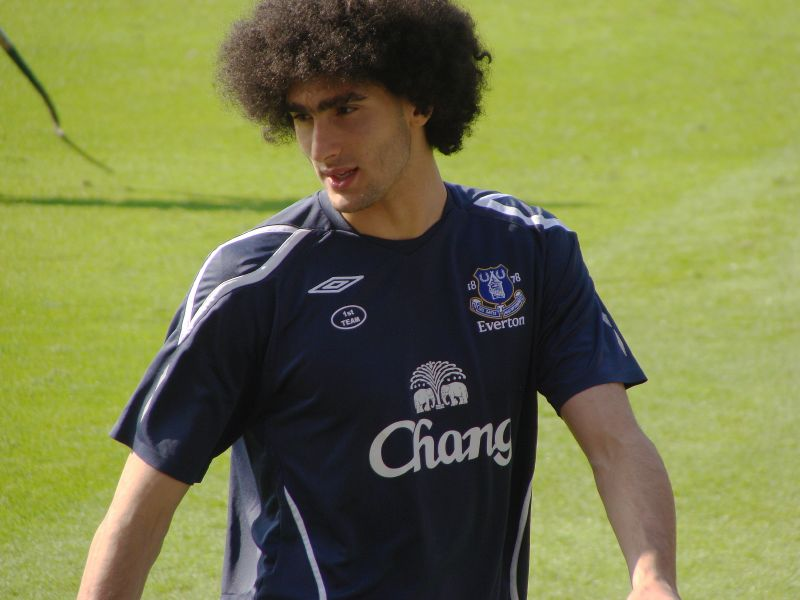
Marouane Fellaini volgde trainer David Moyes van Everton naar Manchester United.

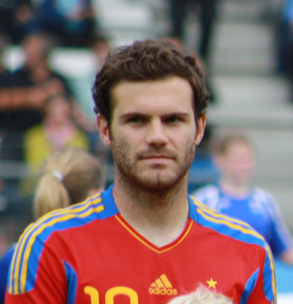
In januari 2014 kaapte Manchester United de Spanjaard Juan Mata weg bij Chelsea.

| Naam              | Nationaliteit | Van/naar            | Type         |
| ----------------- | ------------- | ------------------- | ------------ |
| Inkomend          |               |                     |              |
| Marouane Fellaini | België        | Everton FC          | € 32.400.000 |
| Guillermo Varela  | Uruguay       | Peñarol             | € 2.800.000  |
| Fábio             | Brazilië      | Queens Park Rangers | Einde huur   |
| Wilfried Zaha     | Engeland      | Crystal Palace      | Einde huur   |
| Jesse Lingard     | Engeland      | Leicester City      | Einde huur   |
| Federico Macheda  | Italië        | VfB Stuttgart       | Einde huur   |
| Ángelo Henríquez  | Chili         | Wigan Athletic      | Einde huur   |
| Scott Wootton     | Engeland      | Peterborough United | Einde huur   |
| Uitgaand          |               |                     |              |
| Scott Wootton     | Engeland      | Leeds United        | Transfervrij |
| Jesse Lingard     | Engeland      | Birmingham City     | Uitgeleend   |
| Federico Macheda  | Italië        | Doncaster Rovers    | Uitgeleend   |
| Nick Powell       | Engeland      | Wigan Athletic      | Uitgeleend   |
| Ángelo Henríquez  | Chili         | Real Zaragoza       | Uitgeleend   |
| Thomas Lawrence   | Wales         | Carlisle United     | Uitgeleend   |

### Winter
| Naam            | Nationaliteit | Van/naar    | Type         |
| --------------- | ------------- | ----------- | ------------ |
| Inkomend        |               |             |              |
| Juan Mata       | Spanje        | Chelsea FC  | € 45.000.000 |
| Uitgaand        |               |             |              |
| Anderson        | Brazilië      | Fiorentina  | Uitgeleend   |
| Thomas Lawrence | Wales         | Yeovil Town | Uitgeleend   |

## Community Shield
| Community Shield                              |                              |         |                | |                 |
| Wedstrijddetails                              | Thuisploeg                   | Uitslag | Uitploeg       | Opstelling | Kaarten         |
| Finale                                        |                              |         |                | |                 |
| 11 augustus 2013 15:00 Wembley Stadium Londen | Manchester United            | 2-0     | Wigan Athletic | De Gea Rafael (16' Smalling), Jones, Vidić, Evra Zaha (60' Valencia), Carrick, Cleverley, Giggs (67' Anderson), Welbeck (83' Kagawa) Van Persie (84' Januzaj) | 90+1' Cleverley |
| 11 augustus 2013 15:00 Wembley Stadium Londen | 6' Van Persie 59' Van Persie | 1-0 2-0 |                | De Gea Rafael (16' Smalling), Jones, Vidić, Evra Zaha (60' Valencia), Carrick, Cleverley, Giggs (67' Anderson), Welbeck (83' Kagawa) Van Persie (84' Januzaj) | 90+1' Cleverley |

## Premier League

### Wedstrijden
| Wedstrijddetails                                            | Thuisploeg                                     | Uitslag             | Uitploeg                                                | Opstelling | Kaarten                                            |
| ----------------------------------------------------------- | ---------------------------------------------- | ------------------- | ------------------------------------------------------- | --- | -------------------------------------------------- |
| Heenronde                                                   |                                                |                     |                                                         | |                                                    |
| 17 augustus 2013 18:30 Liberty Stadium Swansea              | Swansea City                                   | 1-4                 | Manchester United                                       | De Gea Jones, Ferdinand, Vidić, Evra Cleverley, Carrick, Giggs (61' Rooney) Valencia, Van Persie (86' Anderson), Welbeck                 | 9' Valencia 40' Carrick 45' Cleverley              |
| 17 augustus 2013 18:30 Liberty Stadium Swansea              | 82' Bony                                       | 0-1 0-2 0-3 1-3 1-4 | 34' Van Persie 36' Welbeck 72' Van Persie 90+2' Welbeck | De Gea Jones, Ferdinand, Vidić, Evra Cleverley, Carrick, Giggs (61' Rooney) Valencia, Van Persie (86' Anderson), Welbeck                 | 9' Valencia 40' Carrick 45' Cleverley              |
| 26 augustus 2013 21:00 Old Trafford Manchester              | Manchester United                              | 0-0                 | Chelsea FC                                              | De Gea Jones, Ferdinand, Vidić, Evra Valencia (66' Young), Carrick, Cleverley, Welbeck (78' Giggs) Rooney, Van Persie                    |                                                    |
| 26 augustus 2013 21:00 Old Trafford Manchester              |                                                |                     |                                                         | De Gea Jones, Ferdinand, Vidić, Evra Valencia (66' Young), Carrick, Cleverley, Welbeck (78' Giggs) Rooney, Van Persie                    |                                                    |
| 1 september 2013 14:30 Anfield Liverpool                    | Liverpool FC                                   | 1-0                 | Manchester United                                       | De Gea Jones (38' Valencia), Ferdinand, Vidić, Evra Giggs (73' Hernández), Cleverley, Carrick, Young (63' Nani) Welbeck, Van Persie      | 34' Cleverley 39' Van Persie 41' Carrick 59' Young |
| 1 september 2013 14:30 Anfield Liverpool                    | 4' Sturridge                                   | 1-0                 |                                                         | De Gea Jones (38' Valencia), Ferdinand, Vidić, Evra Giggs (73' Hernández), Cleverley, Carrick, Young (63' Nani) Welbeck, Van Persie      | 34' Cleverley 39' Van Persie 41' Carrick 59' Young |
| 14 september 2013 13:45 Old Trafford Manchester             | Manchester United                              | 2-0                 | Crystal Palace                                          | De Gea Fábio, Ferdinand, Vidić, Evra Valencia, Carrick, Anderson (62' Fellaini), Young (67' Januzaj) Rooney, Van Persie (79' Hernández)  | 19' Young                                          |
| 14 september 2013 13:45 Old Trafford Manchester             | 45+1' Van Persie 81' Rooney                    | 1-0 2-0             |                                                         | De Gea Fábio, Ferdinand, Vidić, Evra Valencia, Carrick, Anderson (62' Fellaini), Young (67' Januzaj) Rooney, Van Persie (79' Hernández)  | 19' Young                                          |
| 22 september 2013 17:00 Etihad Stadium Manchester           | Manchester City                                | 4-1                 | Manchester United                                       | De Gea Smalling, Ferdinand, Vidić, Evra Valencia, Carrick, Fellaini, Young (51' Cleverley) Rooney, Welbeck                               | 30' Rooney 70' Valencia                            |
| 22 september 2013 17:00 Etihad Stadium Manchester           | 16' Agüero 45+1' Touré 47' Agüero 50' Nasri    | 1-0 2-0 3-0 4-0 4-1 | 87' Rooney                                              | De Gea Smalling, Ferdinand, Vidić, Evra Valencia, Carrick, Fellaini, Young (51' Cleverley) Rooney, Welbeck                               | 30' Rooney 70' Valencia                            |
| 28 september 2013 16:00 Old Trafford Manchester             | Manchester United                              | 1-2                 | West Bromwich Albion                                    | De Gea Jones, Ferdinand, Evans, Büttner Nani, Carrick, Anderson (67' Fellaini), Kagawa (46' Januzaj) Rooney, Hernández (58' Van Persie)  | 15' Carrick 65' Jones 74' Büttner                  |
| 28 september 2013 16:00 Old Trafford Manchester             | 57' Rooney                                     | 0-1 1-1 1-2         | 54' Amalfitano 67' Berahino                             | De Gea Jones, Ferdinand, Evans, Büttner Nani, Carrick, Anderson (67' Fellaini), Kagawa (46' Januzaj) Rooney, Hernández (58' Van Persie)  | 15' Carrick 65' Jones 74' Büttner                  |
| 5 oktober 2013 18:30 Stadium of Light Sunderland            | Sunderland                                     | 1-2                 | Manchester United                                       | De Gea Rafael (85' Smalling), Jones, Vidić, Evra Nani (76' Welbeck), Carrick, Cleverley, Januzaj (77' Januzaj) Rooney, Van Persie        | 42' Rooney 48' Januzaj 70' Vidić 78' Rafael        |
| 5 oktober 2013 18:30 Stadium of Light Sunderland            | 5' Gardner                                     | 1-0 1-1 1-2         | 61' Januzaj 62' Januzaj                                 | De Gea Rafael (85' Smalling), Jones, Vidić, Evra Nani (76' Welbeck), Carrick, Cleverley, Januzaj (77' Januzaj) Rooney, Van Persie        | 42' Rooney 48' Januzaj 70' Vidić 78' Rafael        |
| 19 oktober 2013 16:00 Old Trafford Manchester               | Manchester United                              | 1-1                 | Southampton FC                                          | De Gea Rafael, Jones, Evans, Evra Nani (69' Giggs), Carrick, Fellaini (76' Welbeck), Januzaj Rooney (87' Smalling), Van Persie           | 56' Januzaj 90+4' Jones                            |
| 19 oktober 2013 16:00 Old Trafford Manchester               | 26' Van Persie                                 | 1-0 1-1             | 89' Lovren                                              | De Gea Rafael, Jones, Evans, Evra Nani (69' Giggs), Carrick, Fellaini (76' Welbeck), Januzaj Rooney (87' Smalling), Van Persie           | 56' Januzaj 90+4' Jones                            |
| 26 oktober 2013 16:00 Old Trafford Manchester               | Manchester United                              | 3-2                 | Stoke City                                              | De Gea Smalling (76' Valencia), Jones, Evans, Evra Nani (58' Januzaj), Carrick, Cleverley (68' Hernández), Kagawa Rooney, Van Persie     | 69' Hernández                                      |
| 26 oktober 2013 16:00 Old Trafford Manchester               | 43' Van Persie 78' Rooney 80' Hernández        | 0-1 1-1 1-2 2-2 3-2 | 4' Crouch 45' Arnautović                                | De Gea Smalling (76' Valencia), Jones, Evans, Evra Nani (58' Januzaj), Carrick, Cleverley (68' Hernández), Kagawa Rooney, Van Persie     | 69' Hernández                                      |
| 2 november 2013 16:00 Craven Cottage Londen                 | Fulham FC                                      | 1-3                 | Manchester United                                       | De Gea Rafael (46' Smalling), Evans (46' Fellaini), Vidić, Evra Valencia, Cleverley (46' Kagawa), Jones, Januzaj Rooney, Van Persie      | 51' Valencia                                       |
| 2 november 2013 16:00 Craven Cottage Londen                 | 65' Kačaniklić                                 | 0-1 0-2 0-3 1-3     | 9' Valencia 20' Van Persie 22' Rooney                   | De Gea Rafael (46' Smalling), Evans (46' Fellaini), Vidić, Evra Valencia, Cleverley (46' Kagawa), Jones, Januzaj Rooney, Van Persie      | 51' Valencia                                       |
| 10 november 2013 17:10 Old Trafford Manchester              | Manchester United                              | 1-0                 | Arsenal FC                                              | De Gea Smalling, Evans, Vidić (46' Cleverley), Evra Valencia, Jones, Carrick, Kagawa (78' Giggs) Rooney, Van Persie (85' Fellaini)       | 42' Jones 75' Rooney                               |
| 10 november 2013 17:10 Old Trafford Manchester              | 27' Van Persie                                 | 1-0                 |                                                         | De Gea Smalling, Evans, Vidić (46' Cleverley), Evra Valencia, Jones, Carrick, Kagawa (78' Giggs) Rooney, Van Persie (85' Fellaini)       | 42' Jones 75' Rooney                               |
| 24 november 2013 17:00 Cardiff City Stadium Cardiff         | Cardiff City                                   | 2-2                 | Manchester United                                       | De Gea Smalling, Ferdinand, Evans, Evra Valencia, Fellaini, Cleverley, Januzaj (68' Welbeck) Rooney, Hernández (73' Giggs)               | 8' Rooney 86' Cleverley                            |
| 24 november 2013 17:00 Cardiff City Stadium Cardiff         | 33' Campbell 90+1' Bo-Kyung                    | 0-1 1-1 1-2 2-2     | 15' Rooney 45' Evra                                     | De Gea Smalling, Ferdinand, Evans, Evra Valencia, Fellaini, Cleverley, Januzaj (68' Welbeck) Rooney, Hernández (73' Giggs)               | 8' Rooney 86' Cleverley                            |
| 1 december 2013 13:00 White Hart Lane Londen                | Tottenham Hotspur                              | 2-2                 | Manchester United                                       | De Gea Smalling, Evans, Vidić, Evra Valencia (84' Nani), Jones, Kagawa (84' Young), Cleverley, Welbeck (73' Hernández) Rooney            | 77' Evra 80' Jones 89' Vidić                       |
| 1 december 2013 13:00 White Hart Lane Londen                | 18' Walker 54' Sandro                          | 1-0 1-1 2-1 2-2     | 32' Rooney 57' Rooney                                   | De Gea Smalling, Evans, Vidić, Evra Valencia (84' Nani), Jones, Kagawa (84' Young), Cleverley, Welbeck (73' Hernández) Rooney            | 77' Evra 80' Jones 89' Vidić                       |
| 4 december 2013 20:45 Old Trafford Manchester               | Manchester United                              | 0-1                 | Everton FC                                              | De Gea Rafael (58' Januzaj), Smalling, Vidić, Evra Fellaini, Kagawa (58' Nani), Giggs Valencia, Rooney, Welbeck (81' Hernández)          | 61' Rooney 90+3' Giggs                             |
| 4 december 2013 20:45 Old Trafford Manchester               |                                                | 0-1                 | 86' Oviedo                                              | De Gea Rafael (58' Januzaj), Smalling, Vidić, Evra Fellaini, Kagawa (58' Nani), Giggs Valencia, Rooney, Welbeck (81' Hernández)          | 61' Rooney 90+3' Giggs                             |
| 7 december 2013 13:45 Old Trafford Manchester               | Manchester United                              | 0-1                 | Newcastle United                                        | De Gea Rafael (76' Valencia), Evans, Vidić, Evra Nani (68' Zaha), Jones, Cleverley (69' Anderson), Januzaj Hernández, Van Persie         |                                                    |
| 7 december 2013 13:45 Old Trafford Manchester               |                                                | 0-1                 | 61' Cabaye                                              | De Gea Rafael (76' Valencia), Evans, Vidić, Evra Nani (68' Zaha), Jones, Cleverley (69' Anderson), Januzaj Hernández, Van Persie         |                                                    |
| 15 december 2013 14:30 Villa Park Birmingham                | Aston Villa                                    | 0-3                 | Manchester United                                       | De Gea Rafael, Jones, Evans, Evra Valencia, Cleverley, Giggs (70' Fletcher), Januzaj (69' Young) Rooney (84' Zaha), Welbeck              | 50' De Gea 78' Welbeck                             |
| 15 december 2013 14:30 Villa Park Birmingham                |                                                | 0-1 0-2 0-3         | 15' Welbeck 18' Welbeck 52' Cleverley                   | De Gea Rafael, Jones, Evans, Evra Valencia, Cleverley, Giggs (70' Fletcher), Januzaj (69' Young) Rooney (84' Zaha), Welbeck              | 50' De Gea 78' Welbeck                             |
| 21 december 2013 16:00 Old Trafford Manchester              | Manchester United                              | 3-1                 | West Ham United                                         | De Gea Rafael, Smalling, Evans, Evra (80' Büttner) Valencia, Jones, Cleverley, Januzaj (69' Young) Rooney, Welbeck (54' Hernández)       | 42' Januzaj                                        |
| 21 december 2013 16:00 Old Trafford Manchester              | 26' Welbeck 36' Januzaj 72' Young              | 1-0 2-0 3-0 3-1     | 81' Cole                                                | De Gea Rafael, Smalling, Evans, Evra (80' Büttner) Valencia, Jones, Cleverley, Januzaj (69' Young) Rooney, Welbeck (54' Hernández)       | 42' Januzaj                                        |
| 26 december 2013 13:45 Kingston Communications Stadium Hull | Hull City                                      | 2-3                 | Manchester United                                       | De Gea Rafael (18' Januzaj), Smalling, Evans, Evra Valencia, Fletcher (62' Hernández), Cleverley, Young (78' Carrick) Rooney, Welbeck    | 34' Januzaj 61' Valencia 73' Rooney 90' Valencia   |
| 26 december 2013 13:45 Kingston Communications Stadium Hull | 4' Chester 13' Meyler                          | 1-0 2-0 2-1 2-2 2-3 | 19' Smalling 26' Rooney 66' Chester (own)               | De Gea Rafael (18' Januzaj), Smalling, Evans, Evra Valencia, Fletcher (62' Hernández), Cleverley, Young (78' Carrick) Rooney, Welbeck    | 34' Januzaj 61' Valencia 73' Rooney 90' Valencia   |
| 28 december 2013 16:00 Carrow Road Norwich                  | Norwich City                                   | 0-1                 | Manchester United                                       | De Gea Smalling, Evans, Vidić, Evra Young, Cleverley, Carrick, Giggs (46' Welbeck) Kagawa (69' Januzaj), Hernández (86' Fletcher)        | 26' Giggs 34' Hernández 90+5' Smalling             |
| 28 december 2013 16:00 Carrow Road Norwich                  |                                                | 0-1                 | 57' Welbeck                                             | De Gea Smalling, Evans, Vidić, Evra Young, Cleverley, Carrick, Giggs (46' Welbeck) Kagawa (69' Januzaj), Hernández (86' Fletcher)        | 26' Giggs 34' Hernández 90+5' Smalling             |
| Terugronde                                                  |                                                |                     |                                                         | |                                                    |
| 1 januari 2014 18:30 Old Trafford Manchester                | Manchester United                              | 1-2                 | Tottenham Hotspur                                       | De Gea Smalling (61' Kagawa), Evans, Vidić, Evra Valencia, Carrick (61' Hernández), Cleverley (84' Young), Januzaj Rooney, Welbeck       | 41' Rooney 89' Januzaj                             |
| 1 januari 2014 18:30 Old Trafford Manchester                | 67' Welbeck                                    | 0-1 0-2 1-2         | 34' Adebayor 66' Eriksen                                | De Gea Smalling (61' Kagawa), Evans, Vidić, Evra Valencia, Carrick (61' Hernández), Cleverley (84' Young), Januzaj Rooney, Welbeck       | 41' Rooney 89' Januzaj                             |
| 11 januari 2014 18:30 Old Trafford Manchester               | Manchester United                              | 2-0                 | Swansea City                                            | De Gea Rafael, Smalling, Vidić, Evra (79' Büttner) Valencia, Fletcher, Carrick, Januzaj Kagawa, Welbeck (85' Hernández)                  |                                                    |
| 11 januari 2014 18:30 Old Trafford Manchester               | 47' Valencia 59' Welbeck                       | 1-0 2-0             |                                                         | De Gea Rafael, Smalling, Vidić, Evra (79' Büttner) Valencia, Fletcher, Carrick, Januzaj Kagawa, Welbeck (85' Hernández)                  |                                                    |
| 19 januari 2014 17:00 Stamford Bridge Londen                | Chelsea FC                                     | 3-1                 | Manchester United                                       | De Gea Rafael, Evans, Vidić, Evra (51' Smalling) Valencia, Jones, Carrick, Young (56' Hernández) Januzaj, Welbeck                        | 35' Young 55' Valencia 90+1' Vidić 90+4' Rafael    |
| 19 januari 2014 17:00 Stamford Bridge Londen                | 17' Eto'o 45' Eto'o 49' Eto'o                  | 1-0 2-0 3-0 3-1     | 78' Hernández                                           | De Gea Rafael, Evans, Vidić, Evra (51' Smalling) Valencia, Jones, Carrick, Young (56' Hernández) Januzaj, Welbeck                        | 35' Young 55' Valencia 90+1' Vidić 90+4' Rafael    |
| 28 januari 2014 20:45 Old Trafford Manchester               | Manchester United                              | 2-0                 | Cardiff City                                            | De Gea Rafael, Smalling, Evans, Evra Valencia, Jones, Giggs (71' Cleverley), Young Mata (84' Januzaj), Van Persie (63' Rooney)           |                                                    |
| 28 januari 2014 20:45 Old Trafford Manchester               | 6' Van Persie 59' Young                        | 1-0 2-0             |                                                         | De Gea Rafael, Smalling, Evans, Evra Valencia, Jones, Giggs (71' Cleverley), Young Mata (84' Januzaj), Van Persie (63' Rooney)           |                                                    |
| 1 februari 2014 16:00 Britannia Stadium Stoke-on-Trent      | Stoke City                                     | 2-1                 | Manchester United                                       | De Gea Smalling, Jones (45' Jones), Evans (11' Rafael), Evra Mata, Cleverley, Carrick, Young Rooney, Van Persie (79' Hernández)          | 54' Rooney 83' Carrick                             |
| 1 februari 2014 16:00 Britannia Stadium Stoke-on-Trent      | 38' Adam 52' Adam                              | 1-0 1-1 2-1         | 47' Van Persie                                          | De Gea Smalling, Jones (45' Jones), Evans (11' Rafael), Evra Mata, Cleverley, Carrick, Young Rooney, Van Persie (79' Hernández)          | 54' Rooney 83' Carrick                             |
| 9 februari 2014 17:00 Old Trafford Manchester               | Manchester United                              | 2-2                 | Fulham FC                                               | De Gea Rafael (69' Valencia), Smalling, Vidić, Evra Mata, Carrick, Fletcher (62' Januzaj), Young (69' Hernández) Rooney, Van Persie      |                                                    |
| 9 februari 2014 17:00 Old Trafford Manchester               | 78' Van Persie 80' Carrick                     | 0-1 1-1 2-1 2-2     | 19' Sidwell 90+4' Bent                                  | De Gea Rafael (69' Valencia), Smalling, Vidić, Evra Mata, Carrick, Fletcher (62' Januzaj), Young (69' Hernández) Rooney, Van Persie      |                                                    |
| 12 februari 2014 20:45 Emirates Stadium Londen              | Arsenal FC                                     | 0-0                 | Manchester United                                       | De Gea Rafael (46' Ferdinand), Smalling, Vidić, Evra Valencia (82' Young), Carrick, Cleverley, Mata (75' Januzaj) Rooney, Van Persie     | 73' Valencia 90+2' Young                           |
| 12 februari 2014 20:45 Emirates Stadium Londen              |                                                |                     |                                                         | De Gea Rafael (46' Ferdinand), Smalling, Vidić, Evra Valencia (82' Young), Carrick, Cleverley, Mata (75' Januzaj) Rooney, Van Persie     | 73' Valencia 90+2' Young                           |
| 22 februari 2014 18:30 Selhurst Park Londen                 | Crystal Palace                                 | 0-2                 | Manchester United                                       | De Gea Smalling, Ferdinand, Vidić, Evra Mata, Carrick, Fellaini (88' Fletcher), Januzaj (80' Giggs) Rooney, Van Persie (80' Valencia)    | 59' Vidić 90+1' Giggs                              |
| 22 februari 2014 18:30 Selhurst Park Londen                 |                                                | 0-1 0-2             | 62' Van Persie 68' Rooney                               | De Gea Smalling, Ferdinand, Vidić, Evra Mata, Carrick, Fellaini (88' Fletcher), Januzaj (80' Giggs) Rooney, Van Persie (80' Valencia)    | 59' Vidić 90+1' Giggs                              |
| 8 maart 2014 13:45 The Hawthorns West Bromwich              | West Bromwich Albion                           | 0-3                 | Manchester United                                       | De Gea Rafael (87' Vidić), Jones, Smalling, Evra Mata, Carrick, Fellaini, Januzaj (76' Kagawa) Rooney, Van Persie (63' Welbeck)          | 13' Januzaj 50' Van Persie                         |
| 8 maart 2014 13:45 The Hawthorns West Bromwich              |                                                | 0-1 0-2 0-3         | 34' Jones 65' Rooney 82' Welbeck                        | De Gea Rafael (87' Vidić), Jones, Smalling, Evra Mata, Carrick, Fellaini, Januzaj (76' Kagawa) Rooney, Van Persie (63' Welbeck)          | 13' Januzaj 50' Van Persie                         |
| 16 maart 2014 14:30 Old Trafford Manchester                 | Manchester United                              | 0-3                 | Liverpool FC                                            | De Gea Rafael, Jones, Vidić, Evra Mata (87' Ferdinand), Carrick, Fellaini (76' Cleverley), Januzaj (76' Welbeck) Rooney, Van Persie      | 32' Rafael 71' Vidić 77' Vidić                     |
| 16 maart 2014 14:30 Old Trafford Manchester                 |                                                | 0-1 0-2 0-3         | 34' Gerrard 46' Gerrard 84' Suárez                      | De Gea Rafael, Jones, Vidić, Evra Mata (87' Ferdinand), Carrick, Fellaini (76' Cleverley), Januzaj (76' Welbeck) Rooney, Van Persie      | 32' Rafael 71' Vidić 77' Vidić                     |
| 22 maart 2014 18:30 Boleyn Ground Londen                    | West Ham United                                | 0-2                 | Manchester United                                       | De Gea Rafael, Jones, Carrick, Büttner Young, Fletcher, Fellaini, Kagawa Mata (78' Welbeck), Rooney (77' Hernández)                      | 11' Rafael                                         |
| 22 maart 2014 18:30 Boleyn Ground Londen                    |                                                | 0-1 0-2             | 8' Rooney 33' Rooney                                    | De Gea Rafael, Jones, Carrick, Büttner Young, Fletcher, Fellaini, Kagawa Mata (78' Welbeck), Rooney (77' Hernández)                      | 11' Rafael                                         |
| 25 maart 2014 20:45 Old Trafford Manchester                 | Manchester United                              | 0-3                 | Manchester City                                         | De Gea Rafael, Jones, Carrick, Evra Mata, Cleverley (46' Kagawa), Carrick, Welbeck (76' Hernández) Fellaini (66' Valencia), Rooney       | 17' Welbeck 30' Fellaini                           |
| 25 maart 2014 20:45 Old Trafford Manchester                 |                                                | 0-1 0-2 0-3         | 1' Džeko 56' Džeko 90' Touré                            | De Gea Rafael, Jones, Carrick, Evra Mata, Cleverley (46' Kagawa), Carrick, Welbeck (76' Hernández) Fellaini (66' Valencia), Rooney       | 17' Welbeck 30' Fellaini                           |
| 29 maart 2014 13:45 Old Trafford Manchester                 | Manchester United                              | 4-1                 | Aston Villa                                             | De Gea Rafael (46' Carrick), Jones, Vidić, Büttner Young, Fletcher, Fellaini, Kagawa (68' Januzaj) Mata, Rooney (75' Hernández)          | 12' Rafael 16' Büttner                             |
| 29 maart 2014 13:45 Old Trafford Manchester                 | 20' Rooney 45' Rooney 57' Mata 90+1' Hernández | 0-1 1-1 2-1 3-1 4-1 | 13' Westwood                                            | De Gea Rafael (46' Carrick), Jones, Vidić, Büttner Young, Fletcher, Fellaini, Kagawa (68' Januzaj) Mata, Rooney (75' Hernández)          | 12' Rafael 16' Büttner                             |
| 5 april 2014 16:00 St. James' Park Newcastle-upon-Tyne      | Newcastle United                               | 0-4                 | Manchester United                                       | Lindegaard Valencia, Smalling, Jones, Evra (64' Büttner) Young (18' Januzaj), Fletcher, Fellaini (69' Nani), Kagawa Mata, Hernández      |                                                    |
| 5 april 2014 16:00 St. James' Park Newcastle-upon-Tyne      |                                                | 0-1 0-2 0-3 0-4     | 39' Mata 50' Mata 65' Hernández 90+3' Januzaj           | Lindegaard Valencia, Smalling, Jones, Evra (64' Büttner) Young (18' Januzaj), Fletcher, Fellaini (69' Nani), Kagawa Mata, Hernández      |                                                    |
| 20 april 2014 17:10 Goodison Park Liverpool                 | Everton FC                                     | 2-0                 | Manchester United                                       | De Gea Smalling, Jones, Evans (61' Hernández), Büttner Nani (61' Valencia), Carrick, Fletcher, Kagawa (75' Welbeck) Mata, Rooney         | 27' Jones 50' Smalling                             |
| 20 april 2014 17:10 Goodison Park Liverpool                 | 28' Baines 43' Mirallas                        | 1-0 2-0             |                                                         | De Gea Smalling, Jones, Evans (61' Hernández), Büttner Nani (61' Valencia), Carrick, Fletcher, Kagawa (75' Welbeck) Mata, Rooney         | 27' Jones 50' Smalling                             |
| 26 april 2014 18:30 Old Trafford Manchester                 | Manchester United                              | 4-0                 | Norwich City                                            | De Gea Jones, Ferdinand, Vidić, Evra Valencia, Carrick, Cleverley (71' Hernández), Kagawa (65' Young) Rooney, Welbeck (60' Mata)         | 64' Evra                                           |
| 26 april 2014 18:30 Old Trafford Manchester                 | 41' Rooney 48' Rooney 63' Mata 73' Mata        | 1-0 2-0 3-0 4-0     |                                                         | De Gea Jones, Ferdinand, Vidić, Evra Valencia, Carrick, Cleverley (71' Hernández), Kagawa (65' Young) Rooney, Welbeck (60' Mata)         | 64' Evra                                           |
| 3 mei 2014 16:00 Old Trafford Manchester                    | Manchester United                              | 0-1                 | Sunderland                                              | De Gea Jones, Ferdinand, Vidić, Evra Nani (52' Januzaj), Carrick, Fletcher, Young (67' Welbeck) Mata (66' Van Persie), Hernández         | 26' Carrick 90+1' Vidić                            |
| 3 mei 2014 16:00 Old Trafford Manchester                    |                                                | 0-1                 | 30' Larsson                                             | De Gea Jones, Ferdinand, Vidić, Evra Nani (52' Januzaj), Carrick, Fletcher, Young (67' Welbeck) Mata (66' Van Persie), Hernández         | 26' Carrick 90+1' Vidić                            |
| 6 mei 2014 20:45 Old Trafford Manchester                    | Manchester United                              | 3-1                 | Hull City                                               | De Gea Valencia, Jones (22' Vidić), Smalling, Büttner Carrick, Fellaini, Kagawa Januzaj, Wilson (64' Van Persie), Lawrence (70' Giggs)   | 38' Fellaini                                       |
| 6 mei 2014 20:45 Old Trafford Manchester                    | 31' Wilson 61' Wilson 86' Van Persie           | 1-0 2-0 2-1 3-1     | 63' Fryatt                                              | De Gea Valencia, Jones (22' Vidić), Smalling, Büttner Carrick, Fellaini, Kagawa Januzaj, Wilson (64' Van Persie), Lawrence (70' Giggs)   | 38' Fellaini                                       |
| 11 mei 2014 16:00 St. Mary's Stadium Southampton            | Southampton                                    | 1-1                 | Manchester United                                       | De Gea Smalling, Ferdinand, Vidić, Evra Januzaj, Kagawa (46' Carrick), Fletcher, Welbeck Mata (89' Valencia), Van Persie (67' Hernández) | 38' Vidić 40' Januzaj                              |
| 11 mei 2014 16:00 St. Mary's Stadium Southampton            | 28' Lambert                                    | 1-0 1-1             | 54' Mata                                                | De Gea Smalling, Ferdinand, Vidić, Evra Januzaj, Kagawa (46' Carrick), Fletcher, Welbeck Mata (89' Valencia), Van Persie (67' Hernández) | 38' Vidić 40' Januzaj                              |

### Eindstand
| №  | Club                 | WG | W  | G  | V  | DV  | DT | +/− | Punten |
| -- | -------------------- | -- | -- | -- | -- | --- | -- | --- | ------ |
|    | Manchester City      | 38 | 27 | 5  | 6  | 102 | 37 | 65  | 86     |
| 2  | Liverpool            | 38 | 26 | 6  | 6  | 101 | 50 | 51  | 84     |
| 3  | Chelsea              | 38 | 25 | 7  | 6  | 71  | 27 | 44  | 82     |
| 4  | Arsenal              | 38 | 24 | 7  | 7  | 68  | 41 | 27  | 79     |
| 5  | Everton              | 38 | 21 | 9  | 8  | 61  | 39 | 22  | 72     |
| 6  | Tottenham Hotspur    | 38 | 21 | 6  | 11 | 55  | 51 | 4   | 69     |
| 7  | Manchester United    | 38 | 19 | 7  | 12 | 64  | 43 | 21  | 64     |
| 8  | Southampton          | 38 | 15 | 11 | 12 | 54  | 46 | 8   | 56     |
| 9  | Stoke City           | 38 | 13 | 11 | 14 | 45  | 52 | –7  | 50     |
| 10 | Newcastle United     | 38 | 15 | 4  | 19 | 43  | 59 | –16 | 49     |
| 11 | Crystal Palace       | 38 | 13 | 6  | 19 | 33  | 48 | –15 | 45     |
| 12 | Swansea City         | 38 | 11 | 9  | 18 | 54  | 54 | 0   | 42     |
| 13 | West Ham United      | 38 | 11 | 7  | 20 | 40  | 51 | –11 | 40     |
| 14 | Sunderland           | 38 | 10 | 8  | 20 | 41  | 60 | –19 | 38     |
| 15 | Aston Villa          | 38 | 10 | 8  | 20 | 39  | 61 | –22 | 38     |
| 16 | Hull City            | 38 | 10 | 7  | 21 | 38  | 53 | –15 | 37     |
| 17 | West Bromwich Albion | 38 | 7  | 15 | 16 | 43  | 59 | –16 | 36     |
| 18 | Norwich City         | 38 | 8  | 9  | 21 | 28  | 62 | –34 | 33     |
| 19 | Fulham               | 38 | 9  | 5  | 24 | 40  | 85 | –45 | 32     |
| 20 | Cardiff City         | 38 | 7  | 9  | 22 | 32  | 74 | –42 | 30     |

### Overzicht
| Speeldag  | 1 | 2 | 3 | 4 | 5 | 6  | 7  | 8  | 9  | 10 | 11 | 12 | 13 | 14 | 15 | 16 | 17 | 18 | 19 | 20 | 21 | 22 | 23 | 24 | 25 | 26 | 27 | 28 | 29 | 30 | 31 | 32 | 33 | 34 | 35 | 36 | 37 | 38 |
| --------- | - | - | - | - | - | -- | -- | -- | -- | -- | -- | -- | -- | -- | -- | -- | -- | -- | -- | -- | -- | -- | -- | -- | -- | -- | -- | -- | -- | -- | -- | -- | -- | -- | -- | -- | -- | -- |
| Resultaat | w | g | v | w | v | v  | w  | g  | w  | w  | w  | g  | g  | v  | v  | w  | w  | w  | w  | v  | w  | v  | w  | v  | g  | g  | w  | w  | v  | w  | v  | w  | w  | v  | w  | v  | w  | g  |
| Punten    | 3 | 4 | 4 | 7 | 7 | 7  | 10 | 11 | 14 | 17 | 20 | 21 | 22 | 22 | 22 | 25 | 28 | 31 | 34 | 34 | 37 | 37 | 40 | 40 | 41 | 42 | 45 | 48 | 48 | 51 | 51 | 54 | 57 | 57 | 60 | 60 | 63 | 64 |
| Positie   | 2 | 3 | 7 | 5 | 8 | 12 | 9  | 8  | 8  | 8  | 5  | 6  | 8  | 9  | 9  | 8  | 8  | 7  | 6  | 7  | 7  | 7  | 7  | 7  | 7  | 7  | 6  | 6  | 7  | 7  | 7  | 7  | 7  | 7  | 7  | 7  | 7  | 7  |

### Toeschouwers
| №      | Club                 | Totaal     | Gem    | Duels | +/–    | Record |
| ------ | -------------------- | ---------- | ------ | ----- | ------ | ------ |
| 1      | Manchester United    | 1.428.928  | 75.207 | 19    | −0,4%  | 75.368 |
| 2      | Arsenal              | 1.130.251  | 60.013 | 19    | −0,1%  | 60.071 |
| 3      | Newcastle United     | 957.511    | 50.395 | 19    | −0,2%  | 52.280 |
| 4      | Manchester City      | 894.527    | 47.075 | 19    | +0,2%  | 47.351 |
| 5      | Liverpool            | 848.750    | 44.671 | 19    | −0,2%  | 44.822 |
| 6      | Chelsea              | 788.153    | 41.482 | 19    | 0,0%   | 41.623 |
| 7      | Sunderland           | 780.706    | 41.090 | 19    | +1,3%  | 46.313 |
| 8      | Everton              | 716.902    | 37.732 | 19    | +3,8%  | 39.576 |
| 9      | Aston Villa          | 685.535    | 36.081 | 19    | +2,9%  | 42.682 |
| 10     | Tottenham Hotspur    | 680.360    | 35.808 | 19    | −0,7%  | 36.102 |
| 11     | West Ham United      | 649.741    | 34.197 | 19    | −1,5%  | 35.153 |
| 12     | Southampton          | 574.020    | 30.212 | 19    | −2,1%  | 31.659 |
| 13     | Cardiff City         | 521.165    | 27.430 | 19    | +19,3% | 28.018 |
| 14     | Norwich City         | 509.302    | 26.805 | 19    | +0,5%  | 26.876 |
| 15     | Stoke City           | 496.607    | 26.137 | 19    | −2,2%  | 27.429 |
| 16     | West Bromwich Albion | 478.678    | 25.194 | 19    | −0,5%  | 26.613 |
| 17     | Fulham               | 474.563    | 24.977 | 19    | −1,6%  | 25.700 |
| 18     | Crystal Palace       | 458.169    | 24.375 | 19    | +44,0% | 28.235 |
| 19     | Hull City            | 458.217    | 24.117 | 19    | +38,9% | 24.940 |
| 20     | Swansea City         | 387.725    | 20.407 | 19    | +0,2%  | 20.769 |
| Totaal | Totaal               | 13.919.810 | 36.670 | 380   | +2,1%  | 75.368 |

## FA Cup

### Wedstrijden
| FA Cup                                       |                   |             |                        | |           |
| Wedstrijddetails                             | Thuisploeg        | Uitslag     | Uitploeg               | Opstelling | Kaarten   |
| Derde ronde                                  |                   |             |                        | |           |
| 5 januari 2014 17:30 Old Trafford Manchester | Manchester United | 1-2         | Swansea City           | Lindegaard Smalling, Ferdinand (76' Fábio), Evans, Büttner Valencia (63' Januzaj), Fletcher, Cleverley, Kagawa Hernández, Welbeck | 80' Fábio |
| 5 januari 2014 17:30 Old Trafford Manchester | 16' Hernández     | 0-1 1-1 1-2 | 12' Routledge 90' Bony | Lindegaard Smalling, Ferdinand (76' Fábio), Evans, Büttner Valencia (63' Januzaj), Fletcher, Cleverley, Kagawa Hernández, Welbeck | 80' Fábio |

## League Cup

### Wedstrijden
| League Cup                                              |                                                   |                 |                    | |                                  |
| Wedstrijddetails                                        | Thuisploeg                                        | Uitslag         | Uitploeg           | Opstelling | Kaarten                          |
| Derde ronde                                             |                                                   |                 |                    | |                                  |
| 25 september 2013 20:45 Old Trafford Manchester         | Manchester United                                 | 1-0             | Liverpool FC       | De Gea Rafael, Smalling, Evans, Büttner Nani (90+1' Welbeck), Jones, Giggs, Kagawa (73' Januzaj) Rooney, Hernández (74' Carrick)                                                             | 41' Giggs 71' Jones              |
| 25 september 2013 20:45 Old Trafford Manchester         | 46' Hernández                                     | 1-0             |                    | De Gea Rafael, Smalling, Evans, Büttner Nani (90+1' Welbeck), Jones, Giggs, Kagawa (73' Januzaj) Rooney, Hernández (74' Carrick)                                                             | 41' Giggs 71' Jones              |
| 1/8 finale                                              |                                                   |                 |                    | |                                  |
| 29 oktober 2013 20:45 Old Trafford Manchester           | Manchester United                                 | 4-0             | Norwich City       | Lindegaard Rafael, Ferdinand, Vidić, Büttner Young, Jones, Cleverley (90' Anderson), Januzaj (90+3' Fábio) Zaha (78' Rooney), Hernández                                                      |                                  |
| 29 oktober 2013 20:45 Old Trafford Manchester           | 20' Hernández 54' Hernández 87' Jones 90+5' Fábio | 1-0 2-0 3-0 4-0 |                    | Lindegaard Rafael, Ferdinand, Vidić, Büttner Young, Jones, Cleverley (90' Anderson), Januzaj (90+3' Fábio) Zaha (78' Rooney), Hernández                                                      |                                  |
| Kwartfinale                                             |                                                   |                 |                    | |                                  |
| 18 december 2013 20:45 Britannia Stadium Stoke-on-Trent | Stoke City                                        | 0-2             | Manchester United  | De Gea Rafael, Smalling, Evans, Evra Cleverley, Jones, Anderson (58' Hernández) Valencia, Welbeck (82' Fletcher), Young                                                                      | 62' Young                        |
| 18 december 2013 20:45 Britannia Stadium Stoke-on-Trent |                                                   | 0-1 0-2         | 62' Young 78' Evra | De Gea Rafael, Smalling, Evans, Evra Cleverley, Jones, Anderson (58' Hernández) Valencia, Welbeck (82' Fletcher), Young                                                                      | 62' Young                        |
| Halve finale                                            |                                                   |                 |                    | |                                  |
| 7 januari 2014 20:45 Stadium of Light Sunderland        | Sunderland                                        | 2-1             | Manchester United  | De Gea Rafael, Vidić, Evans (62' Smalling), Evra Valencia (87' Hernández), Cleverley (74' Fletcher), Carrick, Giggs Januzaj, Welbeck                                                         | 24' Evra 63' Rafael 83' Smalling |
| 7 januari 2014 20:45 Stadium of Light Sunderland        | 45+2' Giggs (own) 65' Borini                      | 1-0 1-1 2-1     | 52' Vidić          | De Gea Rafael, Vidić, Evans (62' Smalling), Evra Valencia (87' Hernández), Cleverley (74' Fletcher), Carrick, Giggs Januzaj, Welbeck                                                         | 24' Evra 63' Rafael 83' Smalling |
| 22 januari 2014 20:45 Old Trafford Manchester           | Manchester United                                 | 2-1 (1-2)       | Sunderland         | De Gea Rafael, Smalling, Evans, Büttner (85' Evra) Januzaj, Fletcher, Carrick (95' Jones), Kagawa (61' Valencia) Hernández, Welbeck Strafschoppen: Welbeck, Fletcher, Januzaj, Jones, Rafael | 113' Jones 116' Januzaj          |
| 22 januari 2014 20:45 Old Trafford Manchester           | 37' Evans 120+1' Hernández                        | 1-0 1-1 2-1     | 119' Bardsley      | De Gea Rafael, Smalling, Evans, Büttner (85' Evra) Januzaj, Fletcher, Carrick (95' Jones), Kagawa (61' Valencia) Hernández, Welbeck Strafschoppen: Welbeck, Fletcher, Januzaj, Jones, Rafael | 113' Jones 116' Januzaj          |

## UEFA Champions League

### Wedstrijden
| UEFA Champions League                                      |                                                   |                         |                                                               | |                                      |
| Wedstrijddetails                                           | Thuisploeg                                        | Uitslag                 | Uitploeg                                                      | Opstelling | Kaarten                              |
| Groepsfase                                                 |                                                   |                         |                                                               | |                                      |
| 17 september 2013 20:45 Old Trafford Manchester            | Manchester United                                 | 4-2                     | Bayer Leverkusen                                              | De Gea Smalling, Ferdinand, Vidić, Evra Valencia, Carrick, Fellaini (80' Cleverley), Kagawa (71' Young) Rooney (84' Hernández), Van Persie | 39' Van Persie                       |
| 17 september 2013 20:45 Old Trafford Manchester            | 22' Rooney 59' Van Persie 70' Rooney 79' Valencia | 1-0 1-1 2-1 3-1 4-1 4-2 | 54' Rolfes 88' Toprak                                         | De Gea Smalling, Ferdinand, Vidić, Evra Valencia, Carrick, Fellaini (80' Cleverley), Kagawa (71' Young) Rooney (84' Hernández), Van Persie | 39' Van Persie                       |
| 2 oktober 2013 20:45 Donbas Arena Donetsk                  | Sjachtar Donetsk                                  | 1-1                     | Manchester United                                             | De Gea Rafael, Smalling, Vidić, Evra Valencia, Carrick, Fellaini (66' Giggs), Cleverley Welbeck (90+3' Jones), Van Persie                  | 61' Fellaini 64' Vidić               |
| 2 oktober 2013 20:45 Donbas Arena Donetsk                  | 76' Taison                                        | 0-1 1-1                 | 18' Welbeck                                                   | De Gea Rafael, Smalling, Vidić, Evra Valencia, Carrick, Fellaini (66' Giggs), Cleverley Welbeck (90+3' Jones), Van Persie                  | 61' Fellaini 64' Vidić               |
| 23 oktober 2013 20:45 Old Trafford Manchester              | Manchester United                                 | 1-0                     | Real Sociedad                                                 | De Gea Rafael (59' Smalling), Jones, Evans, Evra Valencia, Carrick, Giggs, Kagawa Hernández (80' Young), Rooney                            | 27' Rafael 34' Kagawa                |
| 23 oktober 2013 20:45 Old Trafford Manchester              | 2' Martínez (own)                                 | 1-0                     |                                                               | De Gea Rafael (59' Smalling), Jones, Evans, Evra Valencia, Carrick, Giggs, Kagawa Hernández (80' Young), Rooney                            | 27' Rafael 34' Kagawa                |
| 5 november 2013 20:45 Estadio Anoeta San Sebastián         | Real Sociedad                                     | 0-0                     | Manchester United                                             | De Gea Smalling, Ferdinand, Vidić, Evra Valencia, Fellaini, Giggs, Kagawa (90+2' Jones) Young (63' Hernández), Rooney (63' Van Persie)     | 31' Fellaini 51' Evra 90' Fellaini   |
| 5 november 2013 20:45 Estadio Anoeta San Sebastián         |                                                   |                         |                                                               | De Gea Smalling, Ferdinand, Vidić, Evra Valencia, Fellaini, Giggs, Kagawa (90+2' Jones) Young (63' Hernández), Rooney (63' Van Persie)     | 31' Fellaini 51' Evra 90' Fellaini   |
| 27 november 2013 20:45 BayArena Leverkusen                 | Bayer Leverkusen                                  | 0-5                     | Manchester United                                             | De Gea Smalling, Ferdinand, Evans, Evra (70' Büttner) Valencia (79' Young), Jones, Giggs, Kagawa Nani, Rooney (80' Anderson)               |                                      |
| 27 november 2013 20:45 BayArena Leverkusen                 |                                                   | 0-1 0-2 0-3 0-4 0-5     | 22' Valencia 30' Spahić (own) 65' Evans 77' Smalling 88' Nani | De Gea Smalling, Ferdinand, Evans, Evra (70' Büttner) Valencia (79' Young), Jones, Giggs, Kagawa Nani, Rooney (80' Anderson)               |                                      |
| 10 december 2013 20:45 Old Trafford Manchester             | Manchester United                                 | 1-0                     | Sjachtar Donetsk                                              | De Gea Rafael, Ferdinand, Evans, Büttner (88' Valencia) Young (63' Van Persie), Jones, Giggs (63' Cleverley), Januzaj Kagawa, Rooney       | 71' Büttner 77' Cleverley            |
| 10 december 2013 20:45 Old Trafford Manchester             | 67' Jones                                         | 1-0                     |                                                               | De Gea Rafael, Ferdinand, Evans, Büttner (88' Valencia) Young (63' Van Persie), Jones, Giggs (63' Cleverley), Januzaj Kagawa, Rooney       | 71' Büttner 77' Cleverley            |
| 1/8 finale                                                 |                                                   |                         |                                                               | |                                      |
| 25 februari 2014 20:45 Georgios Karaiskákisstadion Piraeus | Olympiakos                                        | 2-0                     | Manchester United                                             | De Gea Smalling, Ferdinand, Vidić, Evra Valencia (60' Welbeck), Cleverley (61' Kagawa), Carrick, Young Rooney, Van Persie                  | 3' Evra 90' Ferdinand                |
| 25 februari 2014 20:45 Georgios Karaiskákisstadion Piraeus | 38' Domínguez 55' Campbell                        | 1-0 2-0                 |                                                               | De Gea Smalling, Ferdinand, Vidić, Evra Valencia (60' Welbeck), Cleverley (61' Kagawa), Carrick, Young Rooney, Van Persie                  | 3' Evra 90' Ferdinand                |
| 19 maart 2014 20:45 Old Trafford Manchester                | Manchester United                                 | 3-0                     | Olympiakos                                                    | De Gea Rafael, Ferdinand, Jones, Evra Valencia (77' Young), Carrick, Giggs, Welbeck (82' Fletcher) Rooney, Van Persie (90+1' Fellaini)     | 10' Carrick 61' Evra 90+1' Ferdinand |
| 19 maart 2014 20:45 Old Trafford Manchester                | 25' Van Persie 45+1' Van Persie 52' Van Persie    | 1-0 2-0 3-0             |                                                               | De Gea Rafael, Ferdinand, Jones, Evra Valencia (77' Young), Carrick, Giggs, Welbeck (82' Fletcher) Rooney, Van Persie (90+1' Fellaini)     | 10' Carrick 61' Evra 90+1' Ferdinand |
| Kwartfinale                                                |                                                   |                         |                                                               | |                                      |
| 1 april 2014 20:45 Old Trafford Manchester                 | Manchester United                                 | 1-1                     | Bayern München                                                | De Gea Jones, Ferdinand, Vidić, Büttner (74' Young) Valencia, Fellaini, Carrick, Giggs (46' Kagawa) Rooney, Welbeck (85' Hernández)        | 15' Valencia                         |
| 1 april 2014 20:45 Old Trafford Manchester                 | 58' Vidic                                         | 1-0 1-1                 | 66' Schweinsteiger                                            | De Gea Jones, Ferdinand, Vidić, Büttner (74' Young) Valencia, Fellaini, Carrick, Giggs (46' Kagawa) Rooney, Welbeck (85' Hernández)        | 15' Valencia                         |
| 9 april 2014 20:45 Allianz Arena München                   | Bayern München                                    | 3-1                     | Manchester United                                             | De Gea Jones, Smalling, Vidić, Evra Valencia, Fletcher (74' Hernández), Carrick, Kagawa Rooney, Welbeck (81' Januzaj)                      | 28' Vidić 70' Evra                   |
| 9 april 2014 20:45 Allianz Arena München                   | 59' Mandžukić 68' Müller 76' Robben               | 0-1 1-1 2-1 3-1         | 57' Evra                                                      | De Gea Jones, Smalling, Vidić, Evra Valencia, Fletcher (74' Hernández), Carrick, Kagawa Rooney, Welbeck (81' Januzaj)                      | 28' Vidić 70' Evra                   |

### Groepsfase Champions League
| Groep A | Groep A           | Groep A | Groep A | Groep A | Groep A | Groep A | Groep A | Groep A | Groep A |
|         |                   | P       | W       | G       | V       | +       | -       | DS      | Ptn     |
| ------- | ----------------- | ------- | ------- | ------- | ------- | ------- | ------- | ------- | ------- |
| 1.      | Manchester United | 6       | 4       | 2       | 0       | 12      | 3       | +9      | 14      |
| 2.      | Bayer Leverkusen  | 6       | 3       | 1       | 2       | 9       | 10      | −1      | 10      |
| 3.      | Sjachtar Donetsk  | 6       | 2       | 2       | 2       | 7       | 6       | +1      | 8       |
| 4.      | Real Sociedad     | 6       | 0       | 1       | 5       | 1       | 10      | −9      | 1       |

## Statistieken
De speler met de meeste wedstrijden is in het groen aangeduid, de speler met de meeste doelpunten in het geel.
| Nr. | Naam              | Premier League | Premier League | FA Cup | FA Cup | League Cup | League Cup | Community Shield | Community Shield | Champions League | Champions League | Totaal | Totaal |
| Nr. | Naam              | Wed            | Goals          | Wed    | Goals  | Wed        | Goals      | Wed              | Goals            | Wed              | Goals            | Wed    | Goals  |
| --- | ----------------- | -------------- | -------------- | ------ | ------ | ---------- | ---------- | ---------------- | ---------------- | ---------------- | ---------------- | ------ | ------ |
| 1.  | David de Gea      | 37             | 0              | 0      | 0      | 4          | 0          | 1                | 0                | 10               | 0                | 52     | 0      |
| 2.  | Rafael            | 19             | 0              | 0      | 0      | 5          | 0          | 1                | 0                | 4                | 0                | 29     | 0      |
| 3.  | Patrice Evra      | 33             | 1              | 0      | 0      | 3          | 1          | 1                | 0                | 8                | 1                | 45     | 3      |
| 4.  | Phil Jones        | 26             | 1              | 0      | 0      | 4          | 1          | 1                | 0                | 8                | 1                | 39     | 3      |
| 5.  | Rio Ferdinand     | 14             | 0              | 1      | 0      | 1          | 0          | 0                | 0                | 7                | 0                | 23     | 0      |
| 6.  | Jonny Evans       | 17             | 0              | 1      | 0      | 4          | 1          | 0                | 0                | 3                | 1                | 25     | 2      |
| 8.  | Anderson          | 4              | 0              | 0      | 0      | 2          | 0          | 1                | 0                | 1                | 0                | 8      | 0      |
| 8.  | Juan Mata         | 15             | 6              | 0      | 0      | 0          | 0          | 0                | 0                | 0                | 0                | 15     | 6      |
| 10. | Wayne Rooney      | 29             | 17             | 0      | 0      | 2          | 0          | 0                | 0                | 9                | 2                | 40     | 19     |
| 11. | Ryan Giggs        | 12             | 0              | 0      | 0      | 2          | 0          | 1                | 0                | 7                | 0                | 22     | 0      |
| 12. | Chris Smalling    | 25             | 1              | 1      | 0      | 4          | 0          | 1                | 0                | 7                | 1                | 38     | 2      |
| 13. | Anders Lindegaard | 1              | 0              | 1      | 0      | 1          | 0          | 0                | 0                | 0                | 0                | 3      | 0      |
| 14. | Javier Hernández  | 24             | 4              | 1      | 1      | 5          | 4          | 0                | 0                | 5                | 0                | 35     | 9      |
| 15. | Nemanja Vidić     | 25             | 0              | 0      | 0      | 2          | 1          | 1                | 0                | 6                | 1                | 34     | 2      |
| 16. | Michael Carrick   | 29             | 1              | 0      | 0      | 3          | 0          | 1                | 0                | 7                | 0                | 40     | 1      |
| 17. | Nani              | 11             | 0              | 0      | 0      | 1          | 0          | 0                | 0                | 1                | 1                | 13     | 1      |
| 18. | Ashley Young      | 20             | 2              | 0      | 0      | 2          | 1          | 0                | 0                | 8                | 0                | 30     | 3      |
| 19. | Danny Welbeck     | 25             | 9              | 1      | 0      | 4          | 0          | 1                | 0                | 5                | 1                | 36     | 10     |
| 20. | Robin van Persie  | 21             | 12             | 0      | 0      | 0          | 0          | 1                | 2                | 6                | 4                | 28     | 18     |
| 22. | Fábio             | 1              | 0              | 1      | 0      | 1          | 1          | 0                | 0                | 0                | 0                | 3      | 1      |
| 23. | Tom Cleverley     | 22             | 1              | 1      | 0      | 3          | 0          | 1                | 0                | 4                | 0                | 31     | 1      |
| 24. | Darren Fletcher   | 12             | 0              | 1      | 0      | 3          | 0          | 0                | 0                | 2                | 0                | 18     | 0      |
| 25. | Antonio Valencia  | 29             | 2              | 1      | 0      | 3          | 0          | 1                | 0                | 10               | 2                | 44     | 4      |
| 26. | Shinji Kagawa     | 18             | 0              | 1      | 0      | 2          | 0          | 1                | 0                | 8                | 0                | 30     | 0      |
| 28. | Alexander Büttner | 8              | 0              | 1      | 0      | 3          | 0          | 0                | 0                | 3                | 0                | 15     | 0      |
| 29. | Wilfried Zaha     | 2              | 0              | 0      | 0      | 1          | 0          | 1                | 0                | 0                | 0                | 4      | 0      |
| 30. | Guillermo Varela  | 0              | 0              | 0      | 0      | 0          | 0          | 0                | 0                | 0                | 0                | 0      | 0      |
| 31. | Marouane Fellaini | 16             | 0              | 0      | 0      | 0          | 0          | 0                | 0                | 5                | 0                | 21     | 0      |
| 34. | Tom Lawrence      | 1              | 0              | 0      | 0      | 0          | 0          | 0                | 0                | 0                | 0                | 1      | 0      |
| 40. | Ben Amos          | 0              | 0              | 0      | 0      | 0          | 0          | 0                | 0                | 0                | 0                | 0      | 0      |
| 44. | Adnan Januzaj     | 27             | 4              | 1      | 0      | 4          | 0          | 1                | 0                | 2                | 0                | 35     | 4      |
| 47. | James Wilson      | 1              | 2              | 0      | 0      | 0          | 0          | 0                | 0                | 0                | 0                | 1      | 2      |
| 50. | Sam Johnstone     | 0              | 0              | 0      | 0      | 0          | 0          | 0                | 0                | 0                | 0                | 0      | 0      |

## Afbeeldingen

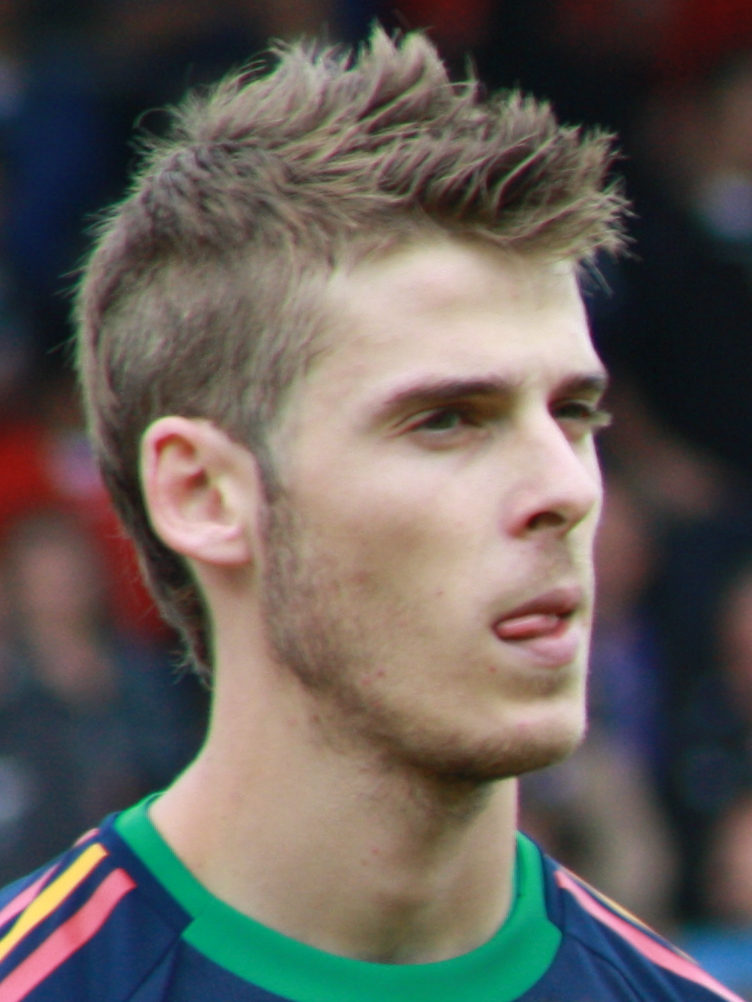
David de Gea (doelman)
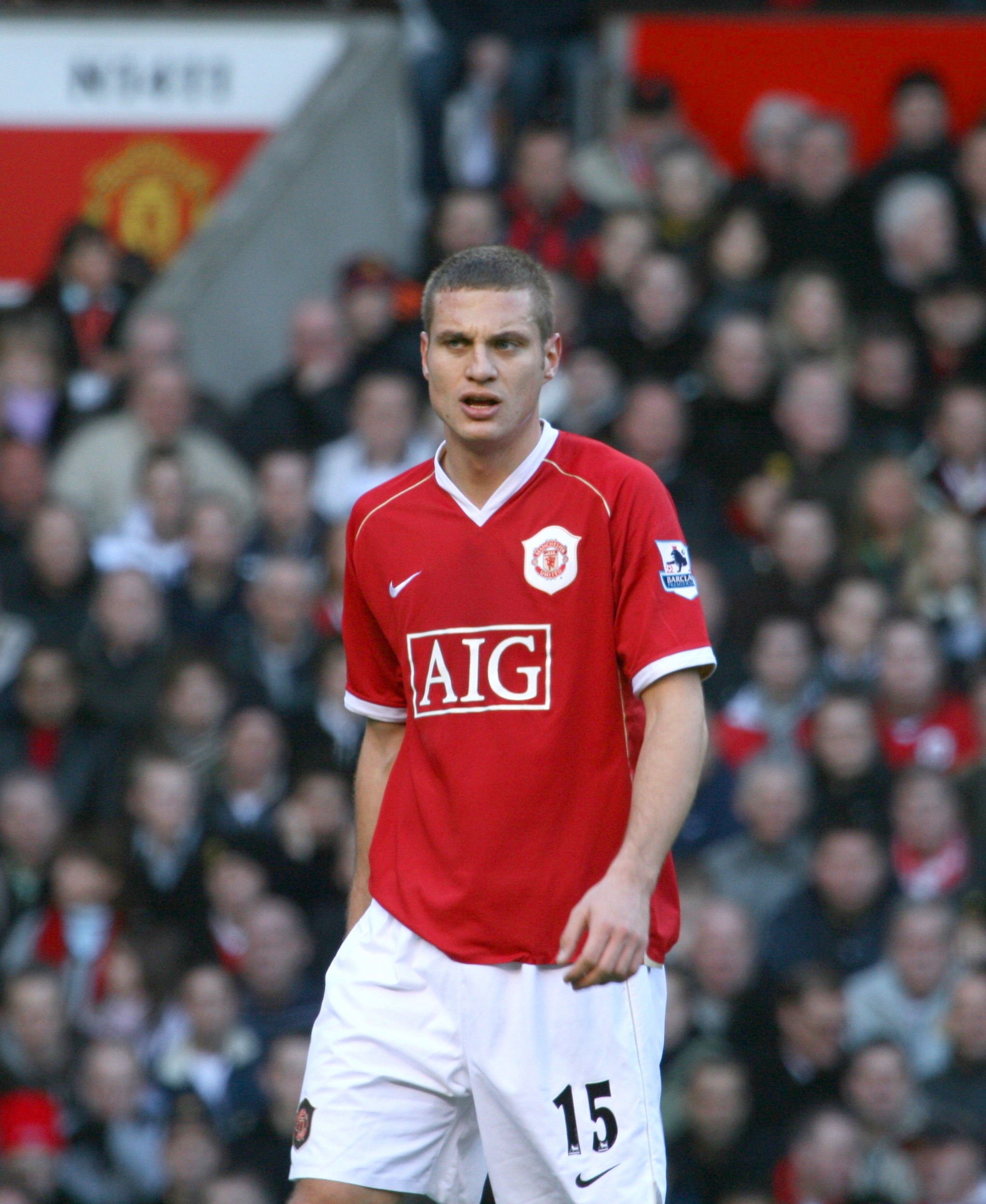
Nemanja Vidić (verdediger)
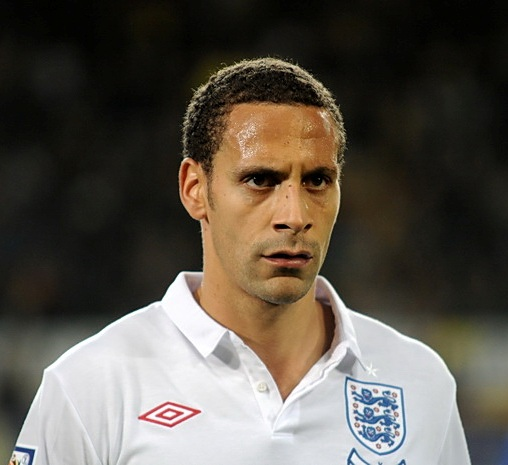
Rio Ferdinand (verdediger)
Ryan Giggs (middenvelder)
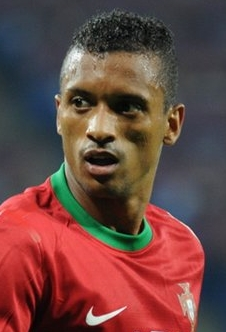
Nani (middenvelder)
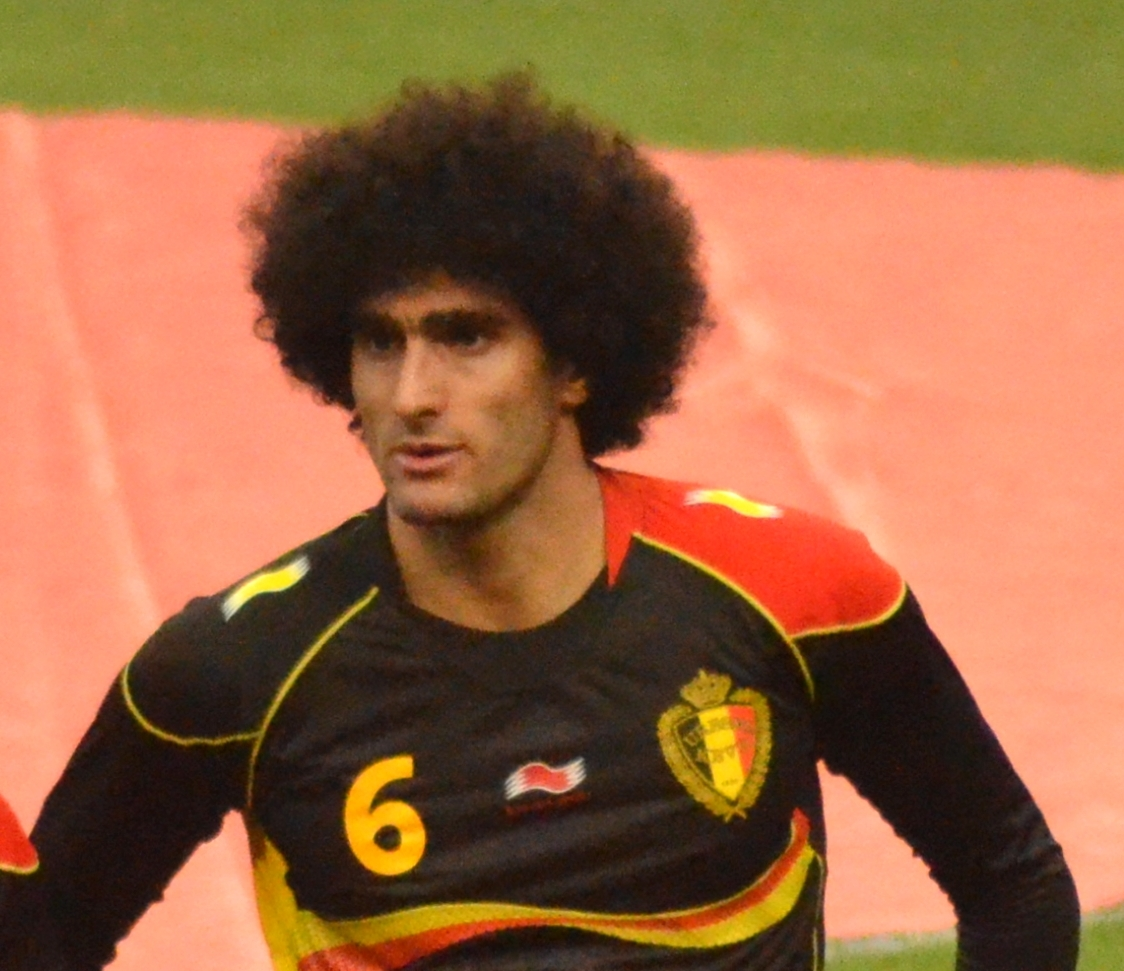
Marouane Fellaini (middenvelder)
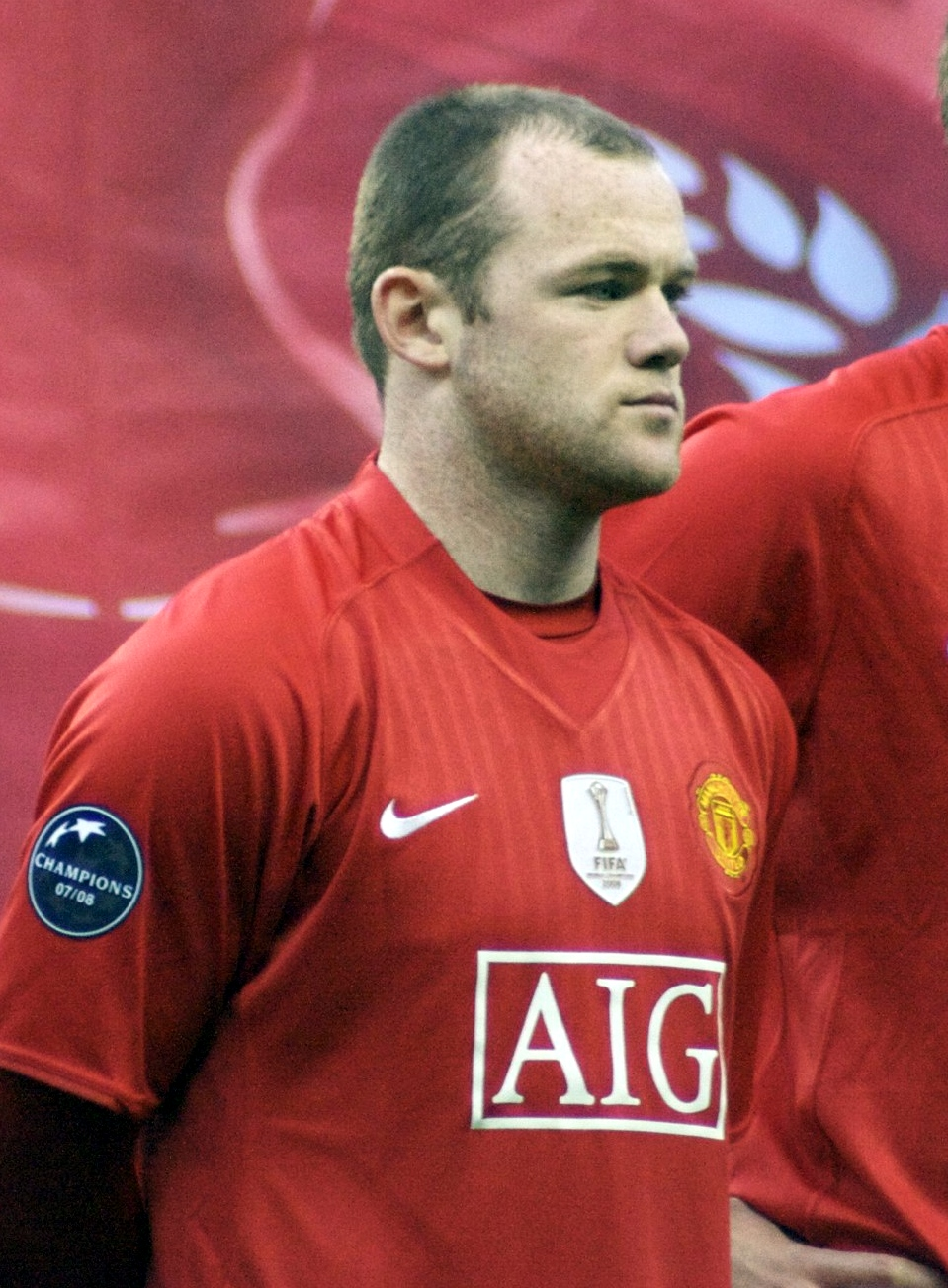
Wayne Rooney (aanvaller)
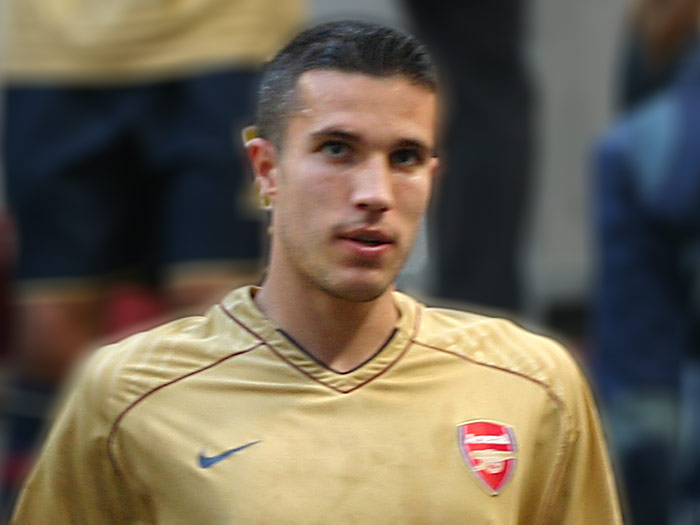
Robin van Persie (aanvaller)